# ナイジェリアの音楽
ナイジェリアの音楽（ナイジェリアのおんがく、英: Music of Nigeria）には多くの種類の民族音楽やポピュラー音楽が含まれ、民族音楽のスタイルは国内の多数の民族グループに関連し、それぞれ独自のテクニック、楽器、歌を持っている音楽。

## 解説
ヨーロッパ人が接触する前のこの国の音楽史についてはほとんどわかっていないが、16世紀と17世紀にさかのぼる青銅の彫刻がミュージシャンとその楽器を描いたものとして発見されている。
この国で最も国際的に有名なジャンルは、先住民族、アパラ、オージーン、フジ、ジュジュ、アフロビート、イボ・ハイライフ、アフロジュジュ、ワカ、イボ・ラップ、ヨーポップ、ゴスペルで、最大の民族グループはイボ族、ハウサ族、ヨルバ族である。ナイジェリアやアフリカ全体の伝統音楽は、ほとんど常に機能しており、言い換えれば、結婚式や葬式などの儀式をマークするために行われ、芸術的な目標を達成するためではない。一部のナイジェリア人、特に子供や高齢者は自分の娯楽のために楽器を演奏するが、それ以外の場合ソロでの演奏は少数である。音楽は農業と密接な関係があり、田植えの時期によって演奏できる楽器が決まっているなどの制限が存在する。
労働歌は伝統的なナイジェリア音楽の最も一般的なタイプである。畑や川のカヌーなどで作業員のリズムを保つのに役立つ。女性は、非常に装飾的な音楽に合わせて山芋を叩くなど、家事をする際に複雑なリズムを使用する。北部地域では、農家はお互いの農場で協力して働き、ホストは隣人のためにミュージシャンを提供することが期待されている。
だが、作曲の問題も非常に変わりやすい。たとえばファナ族は、すべての歌が民族の祖先によって教えられたと信じているが、ティヴ族は、ほとんどすべての歌に名前付きの作曲家の功績を認め、エフィク族は、世俗的な歌だけに個々の作曲家の名前を付けている。ナイジェリアの多くの地域では、ミュージシャンは歌詞の中で攻撃的と見なされるようなことを言うことが許されている。
ナイジェリアの音楽の最も一般的な形式はコールアンドレスポンス合唱団で、リード・シンガーとコーラスが詩を交換し、リード・テキストに影を落としたり、ボーカル・フレーズを繰り返してオスティナートしたりする楽器を伴う場合がある。南部は複雑なリズムと旋律楽器を使用したソロ奏者が特徴で、北部はポリフォニックな管楽器アンサンブルが特徴である。極北地域は、ドラムに重点を置いたモノディック（単線）音楽に関連付けられており、イスラム音楽の影響を強く受ける傾向がある。

## 伝統音楽

### ハウサ
北部の人々は、複雑な打楽器音楽、一本弦のゴジェ、そして強力な賛美歌声の伝統で知られている。14世紀以来のイスラム教徒の影響下で、ハウサ音楽は、バンバラ、カヌリ、フラニ、ソンガイなど、西アフリカの他のイスラム教徒のサヘル部族と同様に、自由なリズミカルな即興演奏とペンタトニック・スケールを使用する。伝統的なハウサ音楽は、出産、結婚、割礼、その他の重要なライフ・イベントを祝うために使用される。ハウサの儀式音楽はこの地域ではよく知られており、賛美歌の類が多くを占めている。ハウサ族は、タンボラ・ドラムやトーキングドラムなどの打楽器を演奏しする。しかし、ハウサ州の楽器の中で最も印象的なのは、もともとソンガイ騎兵隊によって使用され、軍事力の象徴として台頭するハウサ州によって採用された、カカキと呼ばれる細長い州のトランペットである。カカキ・トランペットは2メートル以上にもなり、持ち運びに便利なように3つのパーツに簡単に分解できる。

### イボ族の音楽
イボ族はナイジェリアの南東部に住んでおり、さまざまな民族楽器を演奏している。彼らは外国のスタイルをすぐに採用することで知られており、ナイジェリアのハイライフの重要な部分であった。最も普及している楽器は、オーボと呼ばれる13弦のツィターである。イボ族はまた、スリット ドラム、シロフォン、フルート、竪琴、ウドゥス、リュートを演奏し、最近では輸入されたヨーロッパの金管楽器も演奏する。
王室の伝統を維持しながら、より伝統的なイボ人の間で宮廷音楽が演奏される。ウフィエ (スリット・ドラム) は、酋長を起こし、食事の時間やその他の重要な情報を伝えるために使用される。ベルとドラムのアンサンブルは、酋長が村を出発して村に戻るときに発表するために使用される。食事時間には、休日のパイやその他のデザート食品が含まれる場合がある。

### ヨルバ
ヨルバ族には太鼓の伝統があり、ダンダンの砂時計型テンション・ドラムが特徴的である。ダンダンを使用するアンサンブルは、ダンダンとも呼ばれるタイプの音楽を演奏する。これらのアンサンブルは、さまざまなサイズのテンション・ドラムとケトルドラム (グドゥグドゥ)で構成されている。ダンドゥン・アンサンブルのリーダーはイヤルで、太鼓を使ってヨルバの調性を真似て「話す」 ヨルバ音楽の多くは本質的に精神的なものであり、彼らの神に捧げられている。
ヨルバ音楽は、ヨーロッパ、イスラム、ブラジルの形式からの初期の影響の結果として、現代のナイジェリアのポピュラー音楽の最も重要な要素となっている。これらの影響は、金管楽器、楽譜、イスラムの打楽器、ブラジルの商人が持ち込んだスタイルの輸入に端を発している。ナイジェリアで最も人口の多い都市ラゴスと最大の都市イバダンの両方で、これらの多文化の伝統が一緒になり、ナイジェリアのポピュラー音楽のルーツになった。アインデ・バリスターのフジ、サラワ・アベニのワカ、ユスフ・オラトゥンジのサカラなどのモダンなスタイルは、主にヨルバの伝統音楽から派生したものである。ヨルバ音楽は成熟し、新世代のナイジェリア音楽は現在、母国語で歌われている。 9アイスは、ゴンゴ・アソーと共に業界に参入した多くのアーティストの1人であり、その後に多くのアーティストが続いた。英国を拠点とするサックス奏者ツンデイ・アキンタンは、ヨルバのリズムに基づいてヨルビートを作成した。 「Timi Korus Babe mi Jowo」と「Flosha」を聴くと、国内外のアーティストが現在、ヨルバ語でラップして歌っており、彼らの遺産を忘れていない。

## 演劇音楽
ナイジェリアの演劇は音楽を多用する。多くの場合、これは単なる伝統的な音楽であり、演劇作品に翻案されずに使用される。ただし、ナイジェリアのオペラで使用される音楽には独特のスタイルもある。ここでは、劇的なアクションの印象を聴衆に伝えるために音楽が使用される。音楽は文学劇でも使用されるが、音楽の伴奏はオペラよりも控えめに使用される。繰り返しになるが、音楽はイベントのムードやトーンを聴衆に伝える。その一例がジョン・ペッパー・クラークの『オジディ・サーガ』で、殺人と復讐を題材にした劇で、人間と人間以外の両方の俳優が登場する。劇中の各キャラクターには、キャラクターが関与する戦闘に付随する個人的なテーマソングが関連付けられている。
伝統的なナイジェリアの劇場には、ボルノ州とオゴニとティヴの人形劇、エグングンの仮面舞踏会から派生した可能性のある古代のヨルバアラリンジョの伝統がある。道路建設の植民地勢力の流入により、これらの劇場グループは全国に広がり、その作品はますます精巧になった。現在、彼らは通常、ヨーロッパの楽器、映画の抜粋、録音された音楽を使用している。
過去に、祝福された思い出のヒューバート・オグンデとアデ・ラブの両方が、非常に豊かなヨルバ語を使用して映画のサウンドトラックを制作しました。トペ・アラビが旗手である現代のヨルバの映画音楽および劇場音楽の作曲家は、さまざまな劇的なアクションにオリジナルの音楽を添えている。

### テレビと映画のスコアリング
1959年にテレビが導入されて以来、成長するテレビおよび映画産業は、ナイジェリアの広大な先住民劇場から大量のアーティストや音楽構造を調達してきた。これは、フェスティバルや宗教儀式から発展した。この時代の初期のテレビ・ドラマは、ナイジェリアのハイライフのような人気のある先住民族のジャンルや、イボ語、ヨルバ語などの先住民族の言語の民俗学や歌を利用していた。1990年代初頭にナイジェリアの映画産業 (物議を醸したノリーウッドと呼ばれる) の出現により、これらのテレビ・プロデューサーの多くが同時に映画制作に携わり、この先住民族の調達技術を映画のスコアリングに広めた。ヨーロッパと北アメリカの芸術の影響によって定義された時代に続いて、ナイジェリアの映画産業は、プレフィグリングと呼ばれる独自の映画採点方法を発展させた。
有名なナイジェリアのサウンドトラック・プロデューサー、スタンリー・オコリエによって広められたプレフィグリングは、モチーフと反復的な曲を利用して、会話や主要なプロット・イベントが画面上で発生する前に予見する。ナイジェリアの映画業界に特有のこの斬新な映画採点技術は、ナイジェリアの先住民コミュニティのストーリーテリングの芸術を利用しており、コミュニティの言語、歌、踊り、ドラマの特質を示している。

## 童歌
ナイジェリアの子供たちは、ゲームを歌うなど、独自の伝統を数多く持っている。これらは、ほとんどの場合、古風な言葉を使用したコールアンドレスポンス・タイプの曲である。性的に露骨でわいせつなタロクの人々のような他の歌があり、家から遠く離れた場所でのみ演奏される。子供たちはまた、ピッチのない筏ツィター(トウモロコシの茎から作られる) やブリキ缶から作られる太鼓、ポーポーの茎から作られるパイプ、モロコシの茎から作られるジョーハープなどの楽器を使用する。ハウサ族の子供たちは、生きたフグの膨らんだ胃の上でリズムを刻む独特の楽器を演奏する。

## 伝統楽器
打楽器はどこにでもあるが、ナイジェリアの伝統音楽ではさまざまな楽器が使用されている。木琴などの多くは、西アフリカの音楽に不可欠な要素であるが、マグレブのイスラム教徒、または南部または東アフリカから輸入されたものもある。他の楽器はヨーロッパやアメリカから到着した。金管楽器と木管楽器は初期の輸入品であり、ナイジェリア音楽の発展に重要な役割を果たしたが、後にエレクトリック・ギターが輸入され、ジュジュ音楽の普及に拍車がかかった。

### パーカッション

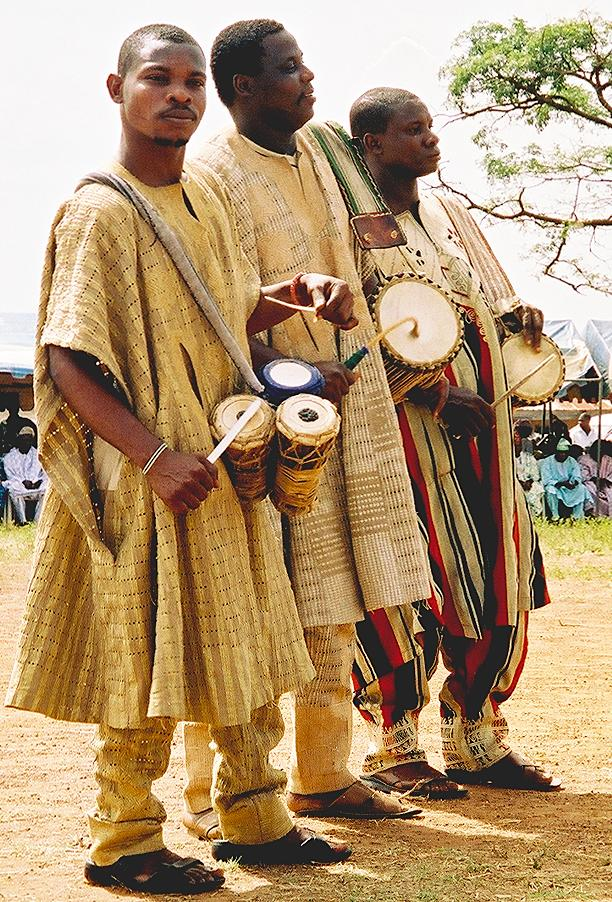
クワラ州オジュモ オロのドラマー

シロフォンは調整されたイディオフォンで、西アフリカと中央アフリカで一般的である。ナイジェリアでは、それらは国の南部で最も一般的であり、中央アフリカのモデルである。1つのシロフォンを数人で同時に演奏することもある。楽器は通常、バナナの丸太の上に配置されたばらばらの木材でできている。ピット共鳴やボックス共鳴の木琴も見られる。柔らかいパッドで叩いた土鍋のアンサンブルが一般的である。それらは時々水で満たされている。通常はチューニングされているが、ベースのリズムを生成するためにチューニングされていない例が使用されることがある。中空のログも使用され、縦に分割され、スリットの端に共鳴器の穴がある。それらは伝統的に、遠く離れた場所で通信するために使用されていた。
さまざまな鐘が王室のレガリアの共通部分であり、秘密結社で使用されていた。それらは通常、鉄でできているか、北部のイスラムのオーケストラでは青銅でできている。ひょうたんを布の上に置いて棒で叩くのは、女性の音楽の一部であり、ボーリーカルト・ダンスでもある。時々、特に北部では、ひょうたんを逆さにして水に入れ、その下の空気の量によってピッチを調整する。南西部では、トラフに浮かんでいる間、いくつかの調整されたひょうたんが演奏される。
スクレーパーは南部全体で一般的となっている。最も一般的なタイプの 1 つはノッチ付きスティックで、シェルをスティック上でさまざまな速度でドラッグして演奏する。女性の法廷楽器としても、子供たちのからかいゲームでも使用される。ヨルバの中では、棒の代わりに鉄の棒を使うこともある。ガラガラは一般的で、種子や石を含むひょうたんでできており、ひょうたんをビーズや貝殻のひも状の網で囲んだ網ガラガラも一般的である。ガラガラは通常、主に女性が儀式や宗教の文脈で演奏する。
多くの種類のドラムは、ナイジェリアで最も一般的なタイプの打楽器である。伝統的には一枚の木や球状のひょうたんから作られているが、最近ではドラム缶で作られている。砂時計形のドラムが最も一般的だが、双頭のバレル・ドラム、片頭のドラム、円錐形のドラムもある。フレーム・ドラムはナイジェリアにもあるが、ブラジルから輸入された可能性がある。変わった打楽器はウドゥで、一種の容器ドラムである。この楽器は、ほとんどのアフリカ諸国で非常に重要である。

### 弦楽器
音楽の弓は、ナイジェリアでは、はじいたり叩いたりして、口で共鳴するコードとして発見されている。それは国の中央部で最も一般的であり、農業の歌や社会問題を表現する歌に関連している。一緒に束ねられた穀物の茎と2つの橋で支えられた弦は、典型的にはソロの娯楽のために親指で演奏される一種の筏ツィターを作るために使用される。アーチ型の竪琴は、国の東部、特にタロク族に見られる。通常、5つか6つの弦とペンタトニック チューニングを備えている。トカゲの皮のテーブルを備えたボウル共鳴スパイクフィドルが北部地域で使用されており、中央アジアやエチオピアのフォームに似ている。ハウサ族とカヌリ族はさまざまなスパイクリュートを演奏する。

### その他の楽器
ナイジェリアでは、さまざまな金管楽器や木管楽器も見られる。これらには、多くの場合アルミニウムで作られた長いトランペットが含まれ、ペアまたは最大6人のアンサンブルで演奏され、多くの場合ショームが伴う。木製のトランペット、ひょうたんのトランペット、縦吹きのフルート、十字形のホイッスル、横方向のクラリネット、さまざまな種類のホルンも存在する。

## ポピュラー音楽
多くのアフリカ諸国は、民族文化の多様な地域から近代的な国民国家のグループへの強制的な移行の過程で、混乱と暴力を目の当たりにしてきた。ナイジェリアは、田舎の多様な人々から人気のある文化的アイデンティティを築く上で、ほとんどのアフリカ諸国よりも多くの困難を経験してきた。ラゴスのストリートで始まったナイジェリアのポピュラー音楽は、長い間アフリカン ポップの分野の不可欠な部分であり、ヨルバ族をはじめとする多くの民族グループから影響を受け、楽器をもたらしてきた。
ナイジェリアのポピュラー音楽の初期のスタイルはパームワイン音楽とハイライフであり、1920 年代にナイジェリアと近隣のリベリア、シエラレオネ、ガーナに広まった。ナイジェリアでは、パームワインが、長年ポピュラー音楽を支配していたジャンルであるジュジュの主な基礎となった。この間、伝統的なヨルバ音楽から派生したアパラなどの他のいくつかのスタイルも、より限られた聴衆を見つけた。1960年代までに、キューバ、アメリカ、およびその他のスタイルの輸入音楽が大きな支持を得て、ミュージシャンはこれらの影響をジュジュに取り入れ始めた。その結果、20世紀の最後の数十年間に、ワカ、ヨー・ポップ、アフロビートなど、新しいスタイルが数多く生まれた。

### パーム・ワインとジュジュの発明
20世紀の初めまでに、ヨルバ音楽は金管楽器、記譜法、イスラムの打楽器、新しいブラジルの技術を取り入れ、ラゴス生まれのパーム・ワインスタイルを生み出した。パームワインという用語は、シエラレオネ、リベリア、ガーナで関連するジャンルを表すためにも使用される。これらの品種は、ナイジェリアのパームワインよりもよく知られている。しかし、パームワインはもともと、弦楽器、特徴的にはギターやバンジョーで演奏される多様なスタイルのセットを指し、シェイカーとハンドドラムが付随していた。この都会的なスタイルは、飲酒を伴うためにバーで頻繁に演奏された (したがって、その名前は、アルコール性パームワイン飲料に由来する）。
パームワインの最初のスターは1920年代までに出現し、その中で最も有名なのはババ・ツンデ・キングであった。キングはおそらく、ブラジリアンタンバリンの音に関連して、ジュジュという言葉を造語した。あるいは、この用語は植民地の指導者による軽蔑の表現として発展した可能性があル（ネイティブの伝統は、フランス語で「ナンセンス」を意味する「単なるジュジュ」として却下される傾向があった）。1930年代初頭までに、 HMVなどの英国のレコード・レーベルがパーム・ワインの録音を開始し、オジョゲ・ダニエル、ツンデ・ナイチンゲール、スピーディ・アラバなどの有名人が登場した。これらのアーティストは、ツンデ・キングとともに、 ジュジュと呼ばれるスタイルの中核を確立し、20 世紀を通じてナイジェリアで最も人気のあるジャンルの1つとなった。初期のパイオニアであるオジョゲ・ダニエル、アイレウォル・デンゲ、「盲目の吟遊詩人」ココロなど、何人かのジュジュ・ミュージシャンは旅をしていた。

### アパラ
アパラは、ボーカルとパーカッシブなイスラム教徒のヨルバ音楽のスタイルである。 1930年代後半に、ラマダンの断食後に礼拝者を目覚めさせる手段として登場した。人気のアフロ・キューバン・パーカッションの影響を受けて、アパラはより洗練されたスタイルに発展し、多くの聴衆を魅了した。音楽には、2つまたは3つのトーキング・ドラム (オメレ)、ラトル (セケレ)、サム・ピアノ (アギディグボ)、ベル (アゴゴ) が必要であった。 ハルナ・イショラは最も有名なアパラ・パフォーマーであり、後にフジ・ミュージックの一部としてより多くの聴衆にアパラをもたらす上で重要な役割を果たし。

### 1950年代、60年代、70年代
第二次世界大戦後、ナイジェリアの音楽は、アメリカやヨーロッパから輸入された電子楽器を含む新しい楽器や技術を取り入れ始めた。ロックンロール、ソウル、そして後にファンクがナイジェリアで非常に人気となり、これらのジャンルの要素がIKダイロなどのアーティストによってジュジュに追加された。一方、ハイライフはイボの人々の間でゆっくりと人気を博し、彼らのユニークなスタイルはすぐに全国的な聴衆を見つけた。同時に、アパラのハルナ イショラは、国内最大のスターの1人になりつつあった。1970年代の初めから半ばにかけて、ナイジェリアの音楽史における3人のビッグ・ネームがピークを迎えた。フェラ・クティ、エベネザー・オベイ、キング・サニー・アデである。その 10 年間の終わりには、ヨー ポップとナイジェリアのレゲエが始まった。
ハイライフやジュジュなどの人気のあるスタイルが60年代にナイジェリアのチャートのトップに存在したが、伝統音楽は依然として広く普及していた。伝統的なスターには、1967年のナイジェリア内戦中に連邦軍の士気を高めるために戦場に連れて行かれたほど有名だったハウサダン・マラヤが含まれていた。

#### ジュジュの近代化

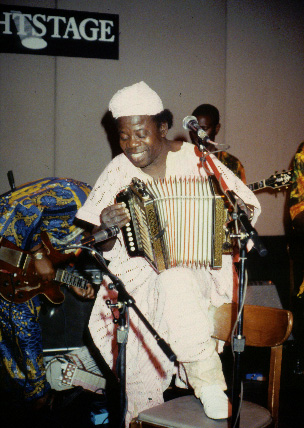
IKダイロ

第二次世界大戦後、ツンデ・ナイチンゲールのソワ・ムベスタイルにより、彼は最初のジュジュ・スターの1人になり、このジャンルに西洋化されたポップの影響をもたらした。 1950年代になると録音技術が進歩し、ガンガン・トーキング・ドラムやエレキギター、アコーディオンなどがジュジュに取り入れられた。この革新の多くは、1957 年に結成された IK  &amp;ザ・モーニング・スター・オーケストラ (後の IKダイロ&ザ・ブルースポーツ) の作品であった、ダイロはおそらく60年代までにアフリカ音楽の最大のスターとなり、彼の名声を遠く日本に広めた数々のヒット曲を記録した。1963年、彼は英国の騎士道勲章たる大英帝国勲章を授与された唯一のアフリカ人音楽家となった。

#### ハイライフの分散
イボ族の間では、ガーナのハイライフが1950年代初頭に人気を博し、カメルーンとザイールの他のギター・バンド・スタイルがすぐに続いた。 1950年代で最も人気のあるハイライフ・パフォーマーであるガーナのET・メンサーは、頻繁にイボランドをツアーし、熱心なファンの大勢を集めた。ボビー ベンソン& ヒズ・コンボは、ナイジェリアのハイライフ・バンドとしては初めて、全国で聴衆を獲得した。ベンソンに続いてジム・ローソン&amp;ザ・メイヤーズ・ダンス・バンドが結成され、70年代半ばに全国的な名声を得て、1971年にローソンが亡くなった。同じ時期に、他のハイライフ・パフォーマーもピークを迎えていた。これらには、ニコ・ムバルガ王子と彼のバンド、ロカフィル・ジャズが含まれ、その「スウィート・マザー」はアフリカ全土でヒットし、1,300 万枚以上を売り上げ、アフリカのどの種類のシングルよりも多く売れた。ムバルガは英語の歌詞をパンコと名付けたスタイルで使用し、「洗練されたルンバギターのフレージングをハイライフのイディオムに」取り入れた。
1960年代の内戦の後、イボ族のミュージシャンはラゴスから追い出され、故郷に戻った。その結果、ハイライフはナイジェリアの主流音楽の主要な部分ではなくなり、純粋に東のイボ族に関連するものと考えられていた. ハイライフの人気は、ジュジュとフジに取って代わられ、イグボスの間で徐々に減少した。しかし、ヨルバの歌手でトランペット奏者のビクター・オライヤ（ナイジェリア人でプラチナ記録を達成した唯一の人物）、スティーブン・オシータ・オサデベ、オリバー・デ・コック、セレスティン・ウクウ、オリエンタル・ブラザーズ、ソニー・オコスン、ビクター・ウワイフォなど、少数のパフォーマーがスタイルを生かし続けた。 オーランド "ドクター・ガンジャ" Oオウォーは、ジュジュとハイライフを融合させた独特のスタイルを持っている。

#### フジの誕生
ナイジェリアのヨルバ州の1つであるオグン州の伝統的なスタイルであるアパラは、1960年代にハルナ・イショラ、セフィウ・アヤン、カスム・アディオ、アインラ・オモウラなどのパフォーマーによって人気を博した。1955年から1983年に亡くなるまで、ナイジェリアで最も安定したヒット・メーカーの1人だったイショラは、スローとエモーショナル、そして迅速とエネルギッシュを交互に繰り返すアパラ・ソングを録音した。彼の歌詞は即興の称賛とコーランの一節、そして伝統的なことわざを混ぜ合わせたものであった。彼の作品は、開発中のフジ・スタイルに形成的な影響を与えた。
1960年代後半には、最初のフジバンドが登場した。アインデ・バリスタによると、フジは純粋に言葉の響きから、日本の富士山にちなんで名付けられたフジは、アジサリの献身的なミュージシャンの「装飾された自由なリズミカルな」ボーカルとアパラの合成であり、サカラ、タンバリンドラム、ハワイアンギターを伴っていた。このジャンルの初期のスターの中には、ハルナ・イショラとアインラ・オモウラがいた。イショラは50年代後半から80年代前半にかけて数多くのヒット曲をリリースし、この国で最も有名なパフォーマーの1人になった。フジは1960年代から70年代にかけて着実に人気が高まり、その過程でイスラム教と密接に関連するようになった。
フジはギターのないジュジュと表現されている。皮肉なことに、エベネザー・オベイはかつてジュジュをギターのマンボと表現していた。しかし、そのルーツでは、フジはイスラム教徒の伝統的な音楽「アジサリの歌」と「アパラパーカッションとボーカルソングの側面、そして陰気で哲学的なサカラ音楽」の混合物である。これらの要素のうち、アパラはフジの基本的な基礎である。フジの最初のスターは、ライバルのバンドリーダーであるアルハジ・シキル・アインデ・バリスターとアインラ・コリントンであった。アルハジ・シキル・アインデ・バリスターは、10歳の頃からムスリムの歌を歌っていたが、1970年代初頭にフジでのキャリアを「ザ・ゴールデン・フジ・グループ」スタートさせた。彼がイギリスのロンドン旅行から戻ったとき、彼は最初にグループの名前を「Fuji Londoners」に変更しました。 「オリロニーゼ」「フジディスコ/イク・ババ・オベイ」「エイ」「スール」などヒット曲を残した後、グループ名を「スプリーム・フジ・コマンダーズ」に改名。 アインデのライバルはアインラ・コリントン 、ババ・アラティカで、速いテンポと踊れるフジのブランドで知られ、80 年代に「イジョ・ヨヨ・ラククララ&アメリカン メガスター」として、彼の成功したアルバムのいくつかに言及する。敬意を表して、アインラ・コリントンは首尾一貫した社会評論家である。 1980年代には、ワシウ・アインデ・マーシャルなどの急成長中のスターが彼に続いた。

#### サニー・アデとオベイ
エベネザー・オベイは1964年にインターナショナル・ブラザーズを結成し、彼のバンドはすぐにナイジェリア最大のグループとしてIKダイロのバンドに匹敵しました。彼らは、ブルージーで、ギターベースで、ハイライフの影響を受けたジュージュの形式を演奏した。これには、複雑なトーキングドラムが支配するパーカッション要素が含まれていた。オベイの歌詞は、都会のリスナーにアピールする問題に対処し、ヨルバの伝統と彼の保守的なキリスト教信仰を取り入れた。彼のライバルはキング・サニー・アデで、同時期に登場し1966年にグリーン・スポットを結成し、1974年のエス・ビリ・エボ・ミの後、アフリカン・ビートで大ヒットを記録した。アデとオベイは、ジュジュ音楽に新しい影響を取り入れ、新しいファンを集めるために競い合った。ハワイアンのスラックキー、キーボード、バックグラウンド ボーカルは、この急速に変化する時代に追加されたイノベーションの1つである。アデはジャマイカのダブの強い要素を加え、ギターがリズムを奏で、ドラムがメロディーを奏でる練習を導入した。この期間中、ジュジュの歌は短いポップ ソングから長いトラックに変わり、多くの場合20分以上の長さになった。バンドは、元のアンサンブルの4人のパフォーマーから、IKダイロで10人、オベイとアデで30人以上に増えた。

### 1980年代と90年代
1980年代初頭、オベイとアデの両方がナイジェリア以外でより多くの聴衆を見つけた。 1982年、アデはボブ・マーリーの成功を再現することを望んでいたアイランド・レコーズと契約し、ヨーロッパとアメリカで予想をはるかに超える売り上げを記録したジュジュ・ミュージックをリリースした。オベイは1980年にヴァージン・レコードから『カレント・アフェアーズ』をリリースし、英国で短期間スターになったが、アデほど国際的なキャリアを維持することはできなかった。アデはジュジュの国際的な名声の短い期間をリードしたが、1985年にオーラ（スティービーワンダーと録音）の商業的失敗の後、レコード契約を失い、彼のバンドは大規模な日本ツアーの途中で解散する事になった。アデの国際的な名声は、主流のレコード会社から多くの注目を集め、急成長するワールドミュージック業界に刺激を与えた。 1980年代の終わりまでに、ジュジュはヨー・ポップ、ゴスペル、レゲエなどの他のスタイルに負けていた。しかし、1990年代には、ワカやナイジェリアのレゲエと同様に、フジやジュジュは人気を維持していた。10年代の終わりに、セネガルのような近隣地域で音楽の大部分を占めた後、ヒップホップ音楽が国に広まった。

#### ヨーポップとアフロジュジュ (1980年代)
80年代の2人の最大のスターは、70年代半ばにプリンス・アデクンレと共にキャリアをスタートさせたセグン・アデワレとシナ・ピーターズであった。彼らは最終的にアデクンレを去り、シナ・アデワレ&ザ・インターナショナル・スーパースターズとして短いパートナーシップを結んだ後、ソロのキャリアを開始した。アデワレは、ヨーポップの最も有名なパフォーマーになったとき、2人のうち最初に成功を収めた。
ヨーポップの流行は長くは続かなかったが、アフロジュジュシリーズ1 （1989年）のリリース後に主流になったシナピーターズのアフロジュジュスタイルに取って代わられた。アフロジュジュはアフロビートとフジを組み合わせたもので、シナのファンの間で「シナマニア」と呼ばれるほどの熱狂に火をつけた。彼は1990年にジュジュミュージシャン・オブ・ザ・イヤーを受賞したが、シナのフォローアップである『シナマニア』を販売した時に、批評家によって酷評された。彼の成功はこの分野を新参者に開放した事により、ファビュラス・オル・ファジェミロクンとアデワレ・アユバの成功につながった。同じ時期に、デレ・タイウォが開拓したファンキーなジュジュのような新しいスタイルが台頭した。

#### アフロビート

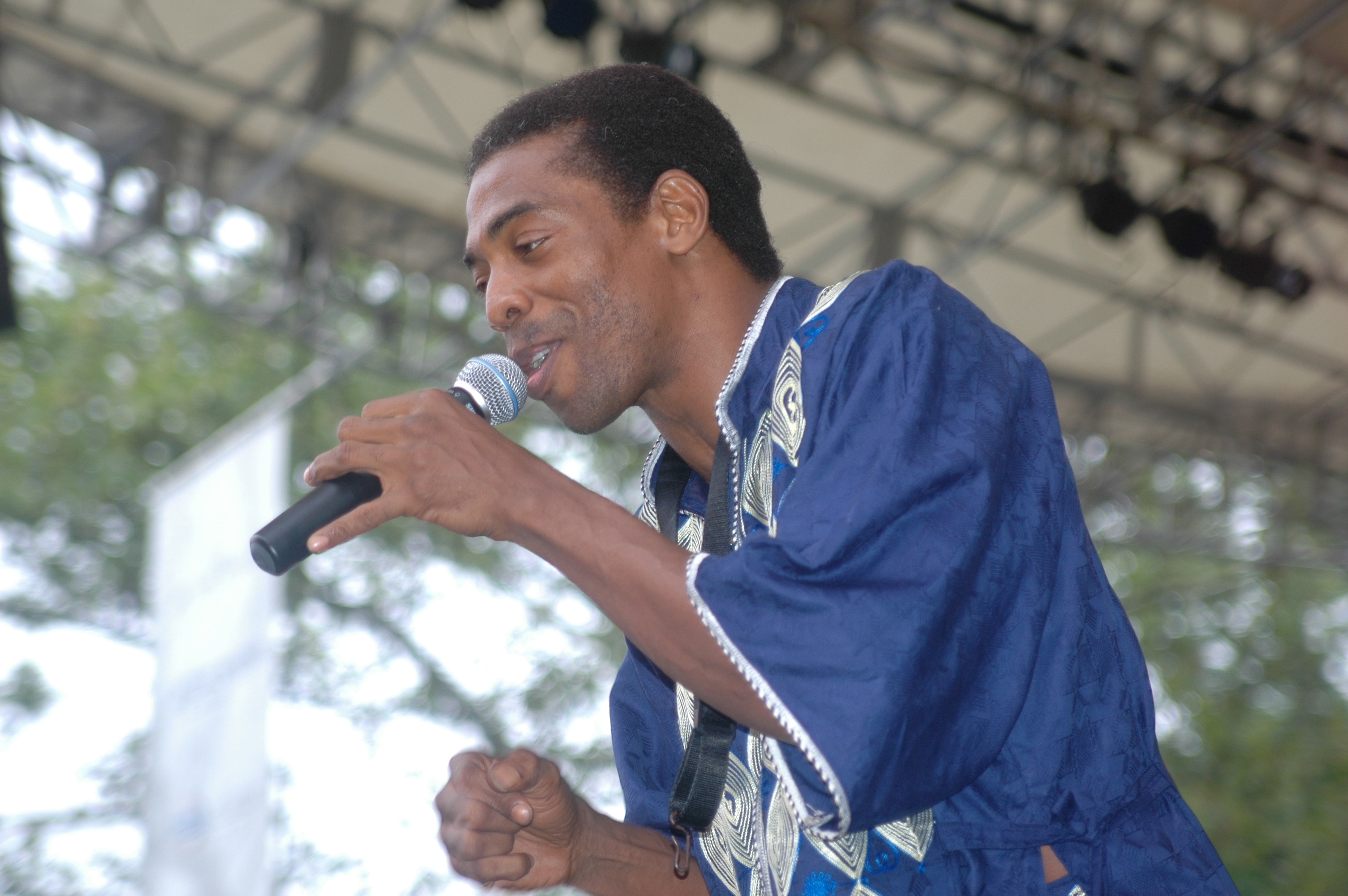
フェミ・クティ

アフロビートはナイジェリアに最も密接に関連するスタイルであるが、実践者やファンは西アフリカ全体に見られ、アフロビートの録音は先進国全体で見られるワールドミュージックカテゴリの重要な部分である。ハイライフの要素を取り入れた音楽であり、西アフリカ音楽の他のスタイルである。最も人気があり有名なパフォーマー、実際に歴史上最も有名なナイジェリアのミュージシャンは、間違いなくフェラ・クティだと言える。
フェラ・クティは1961年に活動を始めたが、1963年にシエラレオネのアフロ・ソウル・シンガー、ジェラルド・ピノに出会うまで、独特のアフロビート・スタイルでの演奏はまだしていなかった。クティはしばしばアフロビートの唯一のパイオニアとして認められているが、オーランド・ジュリアス・エケモードなどの他のミュージシャンも、ハイライフ、ジャズ、ファンクを組み合わせた初期のアフロビート・シーンで著名であった。米国での短い期間で、彼はブラック・パワー運動とブラック・パンサーに触れ、その影響を歌詞で表現するようになった。ロンドンに短期間住んだ後、彼はラゴスに戻り、市内で最も人気のある音楽スポットの 1 つであるクラブ「ザ・シュリン」をオープンした。彼は、ドラマーのトニー・アレンをフィーチャーした巨大なバンドであるアフリカ'70でレコーディングを開始した。トニー・アレンは、その後、彼自身が有名なミュージシャンになった。アフリカ 70 で、クティは一連のヒット曲を記録し、貧困、交通、皮膚の漂白などのさまざまな問題に取り組んでいたため、政府の怒りを買った。1985年、クティは5年間投獄されたが、国際的な抗議と大規模な国内の抗議の後、わずか2年後に釈放された。釈放された後も、クティは歌の中で政府を批判し続け、「女性の膣を所有する権利は男性にはない」という理由で、28人の妻全員を突然離婚させるなど、風変わりな行動で知られるようになった。 1997年のエイズによる彼の死は、記録されたナイジェリアの歴史の中で前例のない全国的な追悼の期間を引き起こした。
1980年代、アフロビートは急成長するワールドミュージックのジャンルと提携するようになった。ヨーロッパと北アメリカでは、いわゆる「ワールドミュージック」のアーティストが世界中から集まり、さまざまなスタイルで演奏された。フェラ・クティと彼のアフロビートの信奉者は、ワールドミュージックと見なされる最も有名なミュージシャンの1人であった。
80年代から90年代にかけて、アフロビートは米国のファンクやヒップホップから新しい影響を取り入れて多様化した。常に仮面をかぶった謎めいたラバジャは、特に1996年のLP『C'est Une African Thing』以降、アフロビートのニューウェーブの旗手となった。父親のフェラに代わってサプライズで出演した後、フェミ・クティは大きなファン層を獲得し、ヨーロッパ中をツアーすることができた。フェミ・クティとスン・クティは父親のフェラ・クティに続いた。

#### ワカ
人気の歌姫サラワ・アベニは、1976年に故ムルタラ・ラマト・モハメド将軍が解放された後、全国的に有名になった。 1980年代、彼女は国内で最も売れているアーティストの1人であり続け、ワカと呼ばれる独自のさまざまな音楽を作成した。彼女はこのジャンルに非常に密接に関わっていたので、1992 年にオヨのアラフィン、オバ・ラミディ・アディエミという王室の人物が彼女を「ワカ音楽の女王」と称した。ワカはジュジュ、フジ、伝統的なヨルバ音楽の融合であった。

#### レゲエとヒップホップ

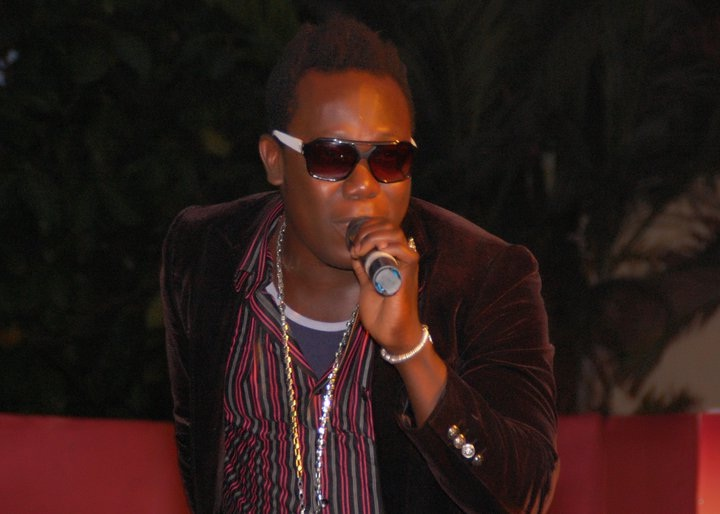
ダンカン・マイティのパフォーマンス

ナイジェリアでレゲエ音楽について話すとき、この音楽のブランドは単に「テラコタ」と呼ばれるミュージシャンによって始められた。 80年代までに、ナイジェリアのレゲエ・スターには、ダニエル・ウィルソン、ザ・マンデターズ、ラス・キモノ、マジェック・ファシェクが含まれ、1988年にボブ・マーリーの「リデンプション・ソング」をカバーし、ナイジェリアのレゲエ界で空前の成功を収めた。後の多くのナイジェリアのレゲエ・スターと同様に、ファシェクは1980年代半ばから後半、そして90年代前半にかけて絶え間なくツアーとレコーディングを行った長期バンド、ザ・マンデターズの一員であった。その後の著名なレゲエ・ミュージシャンには、ジェリー・ジェトやダディ・ショーキーが含まれていた。
アフリカのカリビアンの融合は、特に21世紀に人気があり、長年にわたって成長してきたものである。このジャンルの音楽では、アフリカのミュージシャンが歌詞とビートにジャマイカのパトワを取り入れている。ジャマイカで非常に人気があったが、このジャンルがうまくブレンドされたジャンルは、この融合に国際的な注目を集めたナイジェリアのレゲエミュージシャン、マジェク・ファシェックのおかげで、19世紀頃にアフリカ地域でよく知られるようになった。このジャンルの音楽は、ダンカン・マイティ、ティマヤ、スリム・バーナ、オレジ、バーナ・ボーイ、パトランキングなどの最近の21世紀のアーティストが若い聴衆を引き付けていることから、ナイジェリアではるかに存在感を増している。
ヒップホップ音楽は1980年代後半にナイジェリアに持ち込まれ、1990年代前半を通じて着実に人気を博した。最初のアーティストには、サウンド・オン・サウンド、エンファシス、ラフ・ラグド&ロー、スワット・ルート、 デ・ウィーズ、ブラック・マスクラダズが含まれていた。さらに、ザ・トライブスマンの "Trybal Marks" (1999) やトリオ、ザ・レメディーズの「Judile」と「Sakoma」などの初期のヒット曲によって注目を集め、主流の成功は10年代後半に成長した。レメディーズの1人であるトニー・テツイラは、プランテーシュン・ボーイズと協力して商業的に高い評価を得た。 1999年にソロディーとして一般に知られるソロモン・デアによるペイバックタイム・レコード、ケニー・オグンベによるケニス・ミュージック、ネルソン・ブラウンによるダヴ・レコード、およびエルディ(eLDee)によるトライベレコードの設立は、ナイジェリアのヒップホップ・シーンを再定義し、確立するのに役立った。また、メディアからの支援によるエンターテインメントシーンの一般的な急速な成長は、ナイジェリアでヒップホップ音楽を普及させるのに役立った。Videowheels、 HipTV 、Music Africa、MTN Y'ello show、Music Africa、Nigezie、Soundcity などのテレビ番組が大きな役割を果たした。その他の著名なナイジェリアのヒップホップ ミュージシャンには，トゥフェイス・イディビア、ヴェクター、リミニッス、アイス・プリンス、ムル・アバガ、ラグドマン、エードリス・アブドゥルカリーム、エリッガ、ワイアードMC、ナエトC、ツインX、およびP-スクウェアが含まれる。
2012年末頃、ナイジェリアでのヒップホップ・ムーブメントの人気が低下し始めた。アフロビートのアーティストがゲームを支配し始めた。
Wizkid、ダビド、オラミデ、バーナ・ボーイ、Cケイ、ファイアボーイDML，キス・ダニエル、テクノ、Mcギャラクシー、アデクニエ・ゴールド、ダミー・クラネ・リル・ケッシュは、長年にわたって彼らの曲で大きな注目を集めてきた。

## アフロビーツ: 国際的なブレークスルー

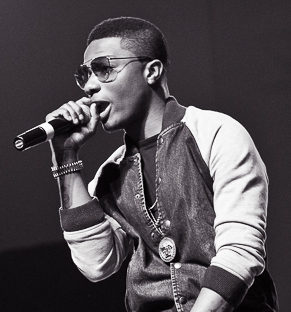
ウィズキッド

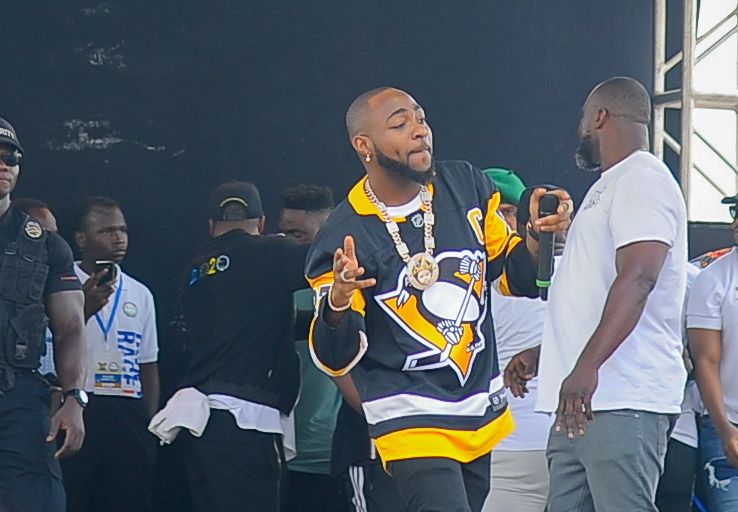
ダビド

アフロビートとは異なり、アフロビーツは 2018 年から世界的な成功を収めている。ナイジェリアのアーティストが主な貢献者である。

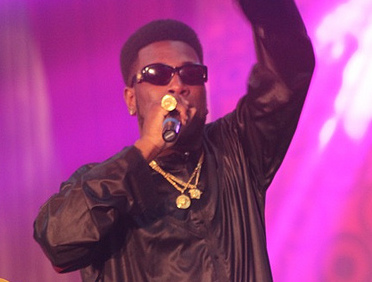
バーナボーイ

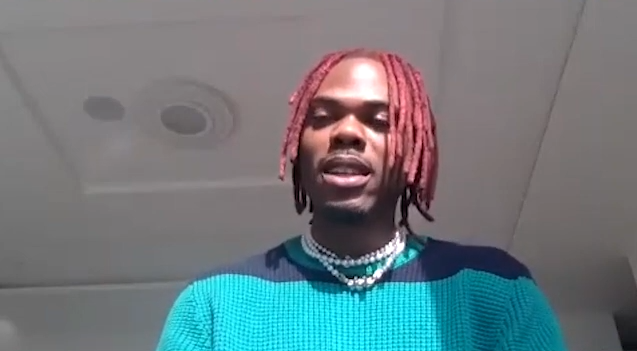
Cケイ

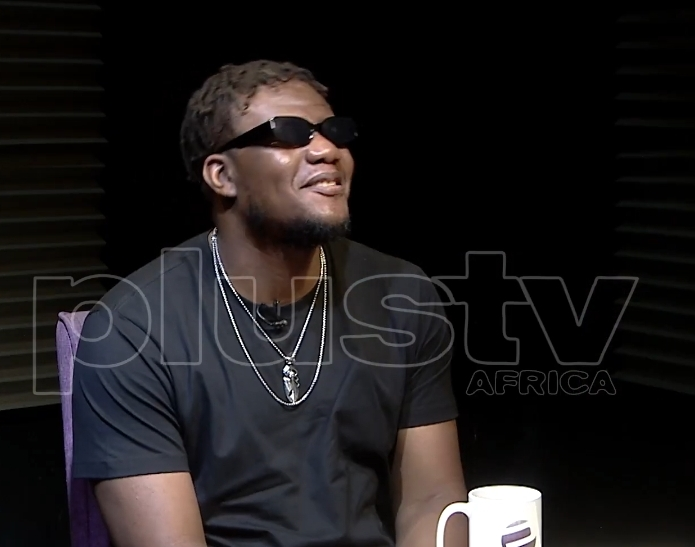
フィールズ

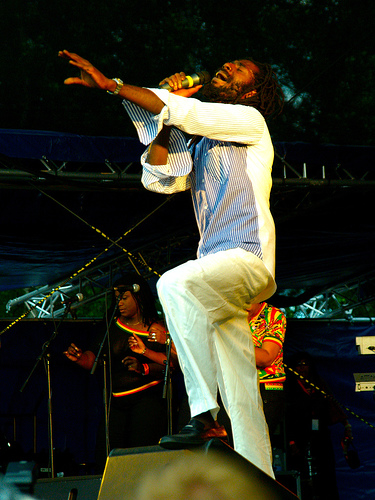
BNXN（ブジュ・ベントン）

Billboard Magazineによると、ナイジェリアのアフロビーツは、米国で最も急速に成長しているジャンルである．アフロビーツ・スターのCケイは、「アフロビーツは新しいポップです」と述べている。

### 授賞式での確固たるフィクスチャー
ナイジェリアのミュージシャンはますます国際的に認められている。
キング・サニー・アデ、フェミ・クティ、シェウン・クティなどのアーティストは、過去にグラミー賞にノミネートされている。
バーナ・ボーイのアフリカン・ジャイアントは、2020年のグラミー賞のベスト・ワールドミュージック・アルバムにノミネートされた。彼の『Twice as Tall』は、翌年、ベスト・グローバル・ミュージック・アルバムのグラミー賞を受賞した。 Wizkidの『Made in Lagos』は 2021 年に同じカテゴリにノミネートされた。 Temsをフィーチャーしたウィズキッズの『Essence』は、ベスト・グローバル・ミュージック・パフォーマンス部門にもノミネートされた。
アフロビーツ・アーティストと世界最大の音楽スターとのコラボレーションは、さらなる世界的な露出につながった。2019年、米国のスター、ビヨンセは、ウィズキッドやバーナ・ボーイなど、数多くのナイジェリアのスターのサービスを利用した。彼女の「ブラウン・スキン・ガール」は2021年のグラミー賞で最優秀ミュージック・ビデオを受賞した。多くのナイジェリアのスターをフィーチャーしたキッジョのアルバム『Mother Nature』 (2021) は、ベスト・グローバル・ミュージック・アルバム賞にノミネートされた。
ナイジェリアのアフロビーツの成功により、2005 年のMTV ヨーロッパ・ミュージック・アワードで<i id="mwAnk">ベスト・アフリカン・アクト</i>カテゴリが導入され、続いて2011年のBETアワードが<i id="mwAnw">ベスト・インターナショナル・アクト:・アフリカ</i>カテゴリで賞を受賞した。

### チャートの位置
2012 年、 D'banjのOliver TwistはUKシングル チャートで9位、UKR&amp;Bチャートで2位になった。これを達成した最初のナイジェリアのアフロビーツの曲であった。
テムズをフィーチャーしたWizkid 's Essenceは、ジャスティン・ビーバーとのリミックスとして、米国ビルボード100のトップ10に入った。

### アリーナのソールド・アウト
Wizkid、ダビド、バーマ・ボーイなどのナイジェリアのポップ・ミュージシャンは、ロンドンのO2・アリーナとパリのアコー・アレナをそれぞれ完売させた。

## 音楽界の女性

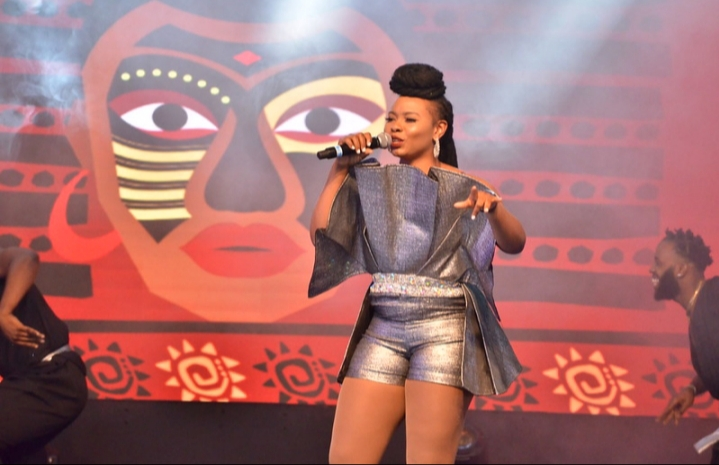
イエミ・アラデ

ナイジェリアの音楽業界では、女性アーティストが際立っており、その才能と業績が広く認められている。何年にもわたって、ほとんどのナイジェリアの女性アーティストは現代のアフリカ音楽に固執していたが、21世紀になると、いくつかの女性アーティストがラップ、ヒップホップ、アフロビーツなどの他のジャンルに多様化し始めた。有名なナイジェリアの女性ラッパーには、ワイアードMC，サシャP、モチェダー、エヴァ・アロディアーなどが存在する。アフロビーツに関して言えば、非常に多くの女性アーティストがいるが、アサ・オマウミ・メベレ、インカ・デイヴィス、ゴールディー、シェイル・シェイ、ニニオラ、ティワ・サヴェージ、テニ、イェミ・アラデ、シミなど、何年にもわたって不変のアーティストはごくわずかである。

## フェスティバルや休日
ダルバール祭はナイジェリア北西部の多くの地域で開催される。ダルバールは、有名なカツィナ・ダーのために、イスラムの祭りイド・アル＝フィドル、イード・アル＝アドハー、およびサラーの集大成の際にアミールを称えることを意図しており、訪問した高官を称えるためにも使用されることがある。ダルバール祭の主な魅力は伝統的な馬術の展示であるが、太鼓奏者、トランペット奏者、賛美歌の演奏は祝祭の重要な部分である。音楽が重要な役割を果たすその他の祝日には、クリスマス、復活祭の日曜日、復活祭の月曜日に行われる太鼓や踊りなどがある。 9アイスはトップ・アーティストの1人でもある (彼は音楽でのヨルバ語の強力な使用と、ことわざの歌詞と独特のスタイルで知られている)。それ以来、彼はナイジェリア、アフリカなどで認知度と称賛を得ている。

## クラシック音楽
20世紀、ナイジェリアは多くのクラシック作曲家を輩出した。これらには、ラザルス・エクゥェメ、フェラ・ソワンデ、ヨシュア・ウゾイグェ、アヨ・バンコレおよびアキン・エウバが含まれる。ソワンデは、西洋のクラシック音楽の伝統における最初で最も有名なアフリカの作曲家の1人であり、ナイジェリアの芸術音楽の伝統の創始者でもある。ソワンデはまた、オルガニストおよびジャズミュージシャンでもあり、ナイジェリアの民俗音楽の要素を作品に取り入れた。エチェゾナチュク・ンドゥカは、アフリカ人およびアフリカ系作曲家によるピアノ音楽を専門とする詩人兼ピアニストである。